# Discografia di Pierdavide Carone
La discografia di Pierdavide Carone, cantautore italiano, è costituita da cinque album in studio e ventuno singoli.

## Album in studio
| Anno | Album | Classifiche | Certificazioni    |
| Anno | Album | ITA         | Certificazioni    |
| ---- | --- | ----------- | ----------------- |
| 2010 | Una canzone pop - Pubblicato: 30 marzo 2010 - Etichetta: Sony Music - Formati: CD, download digitale            | 1           | ITA: Multiplatino |
| 2010 | Distrattamente - Pubblicato: 23 novembre 2010 - Etichetta: Sony Music - Formati: CD, download digitale          | 13          |                   |
| 2012 | Nanì e altri racconti - Pubblicato: 15 febbraio 2012 - Etichetta: Sony Music - Formati: CD, download digitale   | 12          |                   |
| 2021 | Casa - Pubblicato: 28 maggio 2021 - Etichetta: Artist First - Formati: CD, download digitale                    | 55          |                   |
| 2024 | Carone - Pubblicato: 25 ottobre 2024 - Etichetta: Zoo Dischi / ADA Music Italy - Formati: CD, download digitale | —           |                   |

## Brani musicali

### Singoli
| Anno | Titolo                                  | Classifiche | Certificazioni | Album di provenienza  |
| Anno | Titolo                                  | ITA         | Certificazioni | Album di provenienza  |
| ---- | --------------------------------------- | ----------- | -------------- | --------------------- |
| 2010 | Di notte                                | 1           | ITA: Oro       | Una canzone pop       |
| 2010 | Mi piaci... ma non troppo               | 100         |                | Una canzone pop       |
| 2010 | La prima volta                          | 65          |                | Distrattamente        |
| 2011 | Dammela... la mano                      | —           |                | Distrattamente        |
| 2011 | Volo a Rio                              | —           |                | N.D.                  |
| 2012 | Nanì (feat. Lucio Dalla)                | 11          |                | Nanì e altri racconti |
| 2012 | Basta così                              | 30          |                | Nanì e altri racconti |
| 2012 | Tra il male e Dio                       | 88          |                | Nanì e altri racconti |
| 2015 | Il filo                                 | —           |                | N.D.                  |
| 2016 | Sole per sempre                         | —           |                | N.D.                  |
| 2018 | Caramelle (con i Dear Jack)             | —           |                | Casa                  |
| 2020 | Forza e coraggio!                       | —           |                | Casa                  |
| 2021 | Buonanotte                              | —           |                | Casa                  |
| 2021 | Malgrado le apparenze                   | —           |                | Casa                  |
| 2022 | Piazza Grande                           | —           |                | N.D.                  |
| 2024 | Carla e la credenza                     | —           |                | Carone                |
| 2024 | Hey                                     | —           |                | Carone                |
| 2024 | Mi vuoi sposare?                        | —           |                | Carone                |
| 2025 | Non ce l'ho con te                      | —           |                | N.D.                  |
| 2025 | Ave Maria (feat. Coro Lirico Siciliano) | —           |                | N.D.                  |

#### Come artista ospite
- 2020 – A mano a mano (con Roberta Morise)

### Live
- 2012 – L'anno che verrà (solo iTunes)[6]
- 2012 – Bohemian Rhapsody (solo iTunes)
- 2012 – Yesterday (solo iTunes)

### Collaborazioni
- 2010 – Cellule (Per rinascere basta un attimo) de I Ragazzi di Amici (con gli altri 12 cantanti di Amici 9) - Ed. Emergency Music, Lucky Planets[7][8]
- 2013 – Corista per Alex Britti nei brani Baciami (e portami a ballare) e Romantici distratti, per l'album Bene così
- 2014 – Ma pensa te (con Ricky Portera), per l'album Fottili
- 2023 – Ci credi ancora (con Vincenzo Capua), per l'album Faccio il cantautore
- 2025 – L'uscita degli artisti (con Martina Attili), per l'album Signorina rivoluzione

### Altri brani
con la band 3.0
- 2009 – Le parole che non ti ho detto (singolo e videoclip) - Ed. Sugar Music/Lospedaledizioni[9]

con la band Whiskey & Cedro
- 2008 – L'alba